# NK Jesenice
Nogometni klub Jesenice (tiếng Việt: Câu lạc bộ bóng đá Jesenice), thường hay gọi NK Jesenice hoặc đơn giản Jesenice, là một câu lạc bộ bóng đá Slovenia đến từ Jesenice, hiện tại thi đấu ở Upper Carniola League, giải bóng đá cao thứ tư ở Slovenia. Câu lạc bộ có tên gọi hiện tại vào năm 1953 sau sự hợp nhất của NK Gregorčič và NK Bratstvo.

## Danh hiệu
- Giải bóng đá hạng tư quốc gia Slovenia: 3

1993-94, 2002-03, 2010-11
- Giải bóng đá hạng năm quốc gia Slovenia: 2

2001-02, 2008-09